# Rødby Boldklub
Rødby Boldklub (eller Rødby BK) er en dansk fodboldklub beliggende i Rødby på Lolland. Klubben blev stiftet i 1902. Klubben spiller i Sjællandsserien.
Rødby Boldklub spiller til dagligt på Kosmos Arena.
I 2023 kunne klubben fejre at de for første gang siden 80'erne kunne rykke op i Sjællandsserien.